# Discographie des Pixies

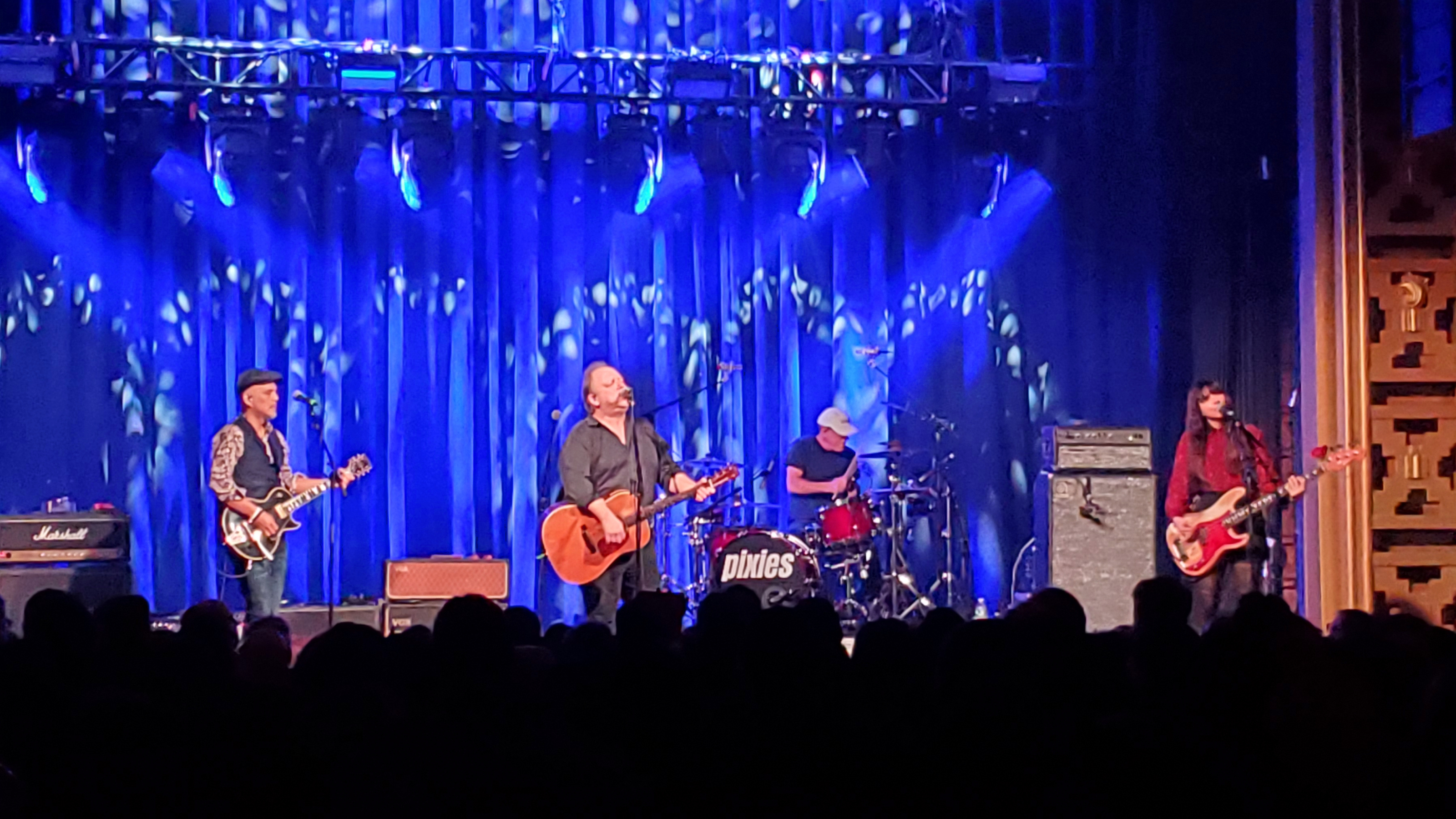
Pixies en concert au Webster Hall de New York, le 9 décembre 2019.

La discographie des Pixies, groupe de rock alternatif américain, inclut six albums, douze singles, six compilations et quatre Maxi (extended play). La liste qui suit n'inclut rien de ce qui a pu être enregistré par Frank Black/Black Francis, Frank Black And The Catholics, The Breeders, The Amps, The Martinis, Grand Duchy ou The Everybody.
Les Pixies se sont formés à Boston, Massachusetts, en 1986. Dans la foulée de leur maquette enregistrée en 1987 (The Purple Tape), le groupe signa sur le label anglais 4AD. Come On Pilgrim, Maxi comprenant huit titres tirés de leur maquette, sortit en octobre 1987. Leur premier véritable album, Surfer Rosa, sortit en 1988 chez 4AD. Le contrat de distribution pour le marché américain par Rough Trade fut signé quelques mois plus tard. Cependant, Surfer Rosa ne fut pas correctement distribué aux États-Unis.
Finalement, un autre contrat de distribution pour le marché américain fut signé avec Elektra peu avant la sortie du second album, Doolittle, en 1989. Doolittle fut l'album des Pixies qui rencontra le plus grand succès, devenant disque d'or aux États-Unis en 1995 (Surfer Rosa fit de même en 2005). Suivirent Bossanova en 1990 et Trompe le Monde en 1991, avant l'annonce de la dissolution du groupe en janvier 1993. Après la réunion de 2004, le groupe ne sortit qu'un single uniquement téléchargeable sur iTunes Store, Bam Thwok, ainsi qu'une cinquantaine de concerts enregistrés sur les tournées de 2004 et 2005.

## Albums studio
| Année | Titre | Meilleur classement | Meilleur classement | Ventes     | Récompense                                         |
| Année | Titre | États-Unis          | Royaume-Uni         | Ventes     | Récompense                                         |
| ----- | --- | ------------------- | ------------------- | ---------- | -------------------------------------------------- |
| 1988  | Surfer Rosa - Premier album - Label : 4AD (#CAD 803) - Sortie : 21 mars 1988 - Format : CD, cassette, vinyl                                                   | —                   | —                   | 500 000+   | Disque d'Or (États-Unis)                           |
| 1989  | Doolittle - Label : 4AD (#CAD 905), Elektra Records (#9 60856-2) - Sortie : 17 avril 1989 (Royaume-Uni), 18 avril (États-Unis) - Format : CD, cassette, vinyl | 98                  | 8                   | 1 000 000+ | Disque d’or (Royaume-Uni) Disque d’or (États-Unis) |
| 1990  | Bossanova - Label : 4AD (#CAD 0010 (CD)), Elektra Records (#9 60963-2) - Sortie : 13 août 1990 - Format : CD, cassette, vinyl                                 | 70                  | 3                   | 200 000+   | Disque d’or (Royaume-Uni)                          |
| 1991  | Trompe le Monde - Label : 4AD (# CAD 1014 (CD)), Elektra Records (#9 61118-2) - Sortie : 23 septembre 1991 - Format : CD, cassette, vinyl                     | 92                  | 7                   | 200 000+   | Disque d’argent (Royaume-Uni)                      |
| 2014  | Indie Cindy - Label : Pixiesmusic - Sortie : 28 avril 2014 - Format : CD, vinyl                                                                               |                     |                     |            |                                                    |
| 2016  | Head Carrier - Label : Pixiesmusic - Sortie : 30 septembre 2016 - Format : CD, vinyl                                                                          |                     |                     |            |                                                    |
| 2019  | Beneath the Eyrie - Label : Infectious Music - Sortie : 13 septembre 2019 - Format : CD, vinyl                                                                |                     |                     |            |                                                    |
| 2022  | Doggerel - Label : BMG - Sortie : 30 septembre 2022 - Format : CD, vinyl                                                                                      |                     |                     |            |                                                    |
| 2024  | The Night the Zombies Came - Label : BMG - Sortie : 25 octobre 2024 - Format : CD, vinyl                                                                      |                     |                     |            |                                                    |

"—" signale un album non classé.

## Maxi (extended play)
| Année | Titre | Commentaires                               |
| ----- | --- | ------------------------------------------ |
| 1987  | Come On Pilgrim - Label : 4AD (#MAD 709) - Sortie : octobre 1987 - Format: Cassette, 12" - Distribué aux États-Unis par Rough Trade Records (#ROUGHUS043) en août 1988 | Inclut huit titres tirés de la Purple Tape |
| 2013  | EP1 - Sortie : 3 septembre 2013 - Format : digital, vinyl |                                            |
| 2014  | EP2 - Sortie : 3 janvier 2014 - Format : digital, vinyl |                                            |
| 2014  | EP3 - Sortie : 24 mars 2014 - Format : digital, vinyl |                                            |

## Singles
| Année | Titre                 | Meilleur classement | Meilleur classement | Album                                  |
| Année | Titre                 | États-Unis          | Royaume-Uni         | Album                                  |
| ----- | --------------------- | ------------------- | ------------------- | -------------------------------------- |
| 1988  | Gigantic              | —                   | 93                  | Surfer Rosa                            |
| 1989  | Monkey Gone to Heaven | 5                   | 60                  | Doolittle                              |
| 1989  | Here Comes Your Man   | 3                   | 54                  | Doolittle                              |
| 1990  | Velouria              | 4                   | 28                  | Bossanova                              |
| 1990  | Dig for Fire          | 11                  | 62                  | Bossanova                              |
| 1991  | Planet of Sound       | —                   | 27                  | Trompe le Monde                        |
| 1991  | Alec Eiffel           | —                   | —                   | Trompe le Monde                        |
| 1992  | Head On               | 6                   | —                   | Trompe le Monde                        |
| 1997  | Debaser (studio)      | —                   | 23                  | Doolittle                              |
| 1997  | Debaser (live)        | —                   | —                   | Enregistrement live                    |
| 1998  | Debaser (demo)        | —                   | —                   | Maquette                               |
| 2004  | Bam Thwok             | —                   | —                   | Uniquement disponible sur iTunes Store |

## Compilations
| 1988 | Surfer Rosa & Come on Pilgrim      | 4AD (Uniquement au Royaume-Uni) |     |    |     |
| 1997 | Death to the Pixies                | 4AD                             | 180 |    | 20  |
| 1998 | Pixies at the BBC                  | 4AD/Elektra                     |     |    | 45  |
| 2001 | Complete 'B' Sides                 | 4AD/Elektra                     |     |    | 53  |
| 2002 | Pixies (The Purple Tape)           | Spin Art                        |     | 23 | 186 |
| 2004 | Wave of Mutilation: Best of Pixies | 4AD/Elektra                     | 161 | 11 | 16  |